# Euphyllura eastopi
Euphyllura eastopi är en insektsart som beskrevs av Mathur 1973. Euphyllura eastopi ingår i släktet Euphyllura och familjen rundbladloppor. Inga underarter finns listade i Catalogue of Life.